# 오토싱클루스
오토싱클루스(Otocinclus)는 남아메리카에 자생하는 로리카리아과 메기목에 속하는 속이다.

## 분류
이 속에는 19개의 종이 인지되고 있다.
- 오토싱클루스 아르놀디(O. arnoldi) Regan, 1909
- 오토싱클루스 바트마니(O. batmani) Lehmann A., 2006[1]
- 오토싱클루스 보로로(O. bororo) Schaefer, 1997
- 오토싱클루스 카사라리(O. caxarari) Schaefer, 1997
- 제브라 오토싱(O. cocama) R. E. dos Reis, 2004
- 오토싱클루스 플레시리스(O. flexilis) Cope, 1894
- 오토싱클루스 하세마니(O. hasemani) Steindachner, 1915
- 오토싱클루스 호파이(O. hoppei) A. Miranda-Ribeiro, 1939
- 오토싱클루스 후아오라니(O. huaorani) Schaefer, 1997
- 오토싱클루스 주루에네(O. juruenae) Alexandre da Cunha Ribeiro|A. C. Ribeiro & Lehmann A., 2016[2]
- 오토싱클루스 마크로스필루스(O. macrospilus) C. H. Eigenmann & W. R. Allen, 1942
- 오토싱클루스 만가바(O. mangaba) Lehmann A., Mayer & R. E. dos Reis, 2010[3]
- 오토싱클루스 마리에(O. mariae) Fowler, 1940
- 오토싱클루스 미무루스(O. mimulus) Axenrot & S. O. Kullander, 2003
- 오토싱클루스 무라(O. mura) Schaefer, 1997
- 오토싱클루스 타피라페(O. tapirape) M. R. Britto & C. L. R. Moreira, 2002
- 오토싱클루스 베스티투스(O. vestitus) Cope, 1872
- 오토싱클루스 비타투스(O. vittatus) Regan, 1904
- 오토싱클루스 사크리아바(O. xakriaba) Schaefer, 1997